# روبرت بوش (دراج)
روبرت بوش (بالإنجليزية: Robert Bush)‏ هو دراج أمريكي، ولد في 13 مارس 1990 في سان خوسيه في الولايات المتحدة.

## وصلات خارجية
- روبرت بوش على موقع أرشيف الدراجات (الإنجليزية)
- روبرت بوش على موقع إحصائيات الدراجات الإحترافية (الإنجليزية)
- روبرت بوش على موقع نسبة الدراجات (الإنجليزية)